# Eusebius (Konsul 347)

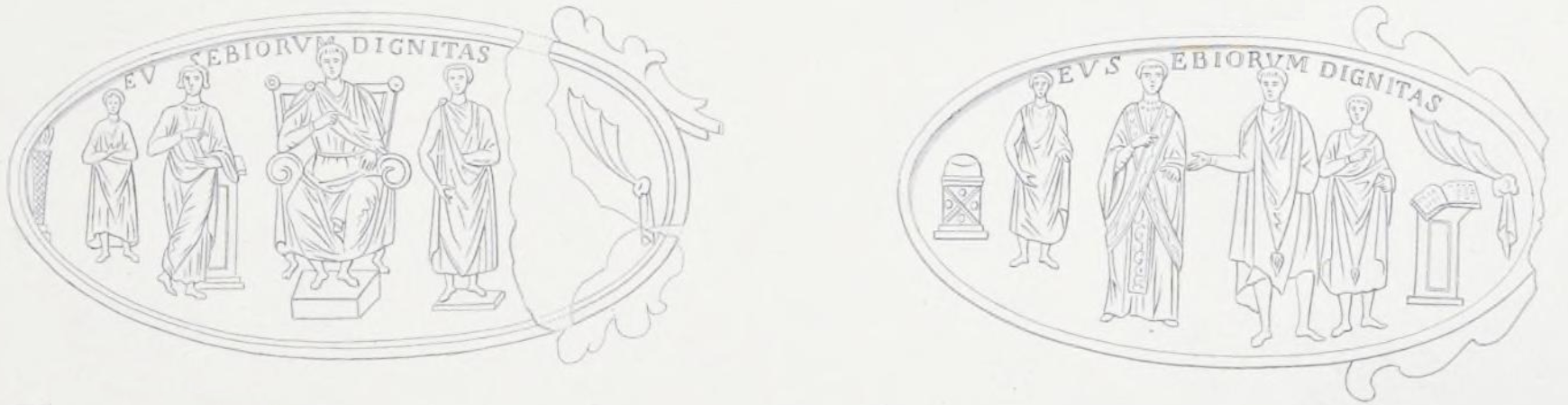
Die Darstellungen eines Konsuls Eusebius auf zwei bei Aquileia gefundenen großen Silberlöffeln (die mittlerweile verloren sind, von denen aber Zeichnungen wie die hier verwendete existieren) können sich entweder auf den Konsul von 347 oder seinen Sohn, den Konsul von 359, beziehen. Auf den Löffeln ist Eusebius in für spätantike Konsuln typischer Art und Weise dargestellt, links sitzend auf seinem kurulischen Stuhl in Tunika und Chlamys, rechts stehend mit trabea (konsularischer Toga).

Flavius Eusebius (* vermutlich in Thessalonike; † vor 352) war ein General und Konsul in der römischen Spätantike.
Eusebius’ Geburtsjahr ist unbekannt; seine Familie stammte vermutlich aus Thessalonike in Makedonien. Er war von niedriger Herkunft und stieg im Militär auf. Vor 347 war er magister equitum et peditum, das heißt als Heermeister (magister militum) zuständig sowohl für die Reiterei als auch für die Infanterie. Vielleicht diente er unter Constantius II., der zu dieser Zeit Kaiser im Osten des Reiches war. Im Jahr 347 wurde er gemeinsam mit Vulcacius Rufinus Konsul. Er war der erste in seiner Familie, dem diese Ehre zuteilwurde.
Eusebius war wahrscheinlich der Vater des Hypatius und des Eusebius, die gemeinsam im Jahr 359 das Konsulat bekleideten. Bekannter wurde jedoch seine Tochter Eusebia, die den Kaiser Constantius II. heiratete und dadurch erheblichen Einfluss am kaiserlichen Hof gewann. Bei der Hochzeit im Winter von 352 auf 353 war Eusebius jedoch bereits verstorben.